# اسپری کورپوریشن
اسپری کورپوریشن (انگلیسی: Sperry Corporation) شرکت صنایع جنگ‌افزاری آمریکایی است، که در سال ۱۹۱۰ توسط المر اسپری تأسیس شد.
شرکت اسپری یک شرکت بزرگ تجهیزات و الکترونیک آمریکایی بود که بیش از هفت دهه در قرن بیستم فعالیت می‌کرد. اسپری در سال ۱۹۸۶ پس از یک پیشنهاد تصاحب خصمانه طولانی مدت که توسط شرکت باروز طراحی شده بود، از بین رفت و این شرکت، عملیات ترکیبی را تحت نام جدید یونیسیس ادغام کرد. برخی از بخش‌های سابق اسپری به شرکت‌های هانی‌ول، لاکهید مارتین، ریتیون تکنولوژیز و نورثروپ گرومن پیوستند.
این شرکت بیشتر به عنوان توسعه‌دهنده افق مصنوعی و طیف گسترده‌ای از ابزارهای هوانوردی مبتنی بر ژیروسکوپ مانند خلبان خودکار، بمب‌نشانگر، کامپیوترهای بالستیک آنالوگ و ژیروسکوپ‌های هدف‌گیری شناخته می‌شود. در دوران پس از جنگ جهانی دوم، این شرکت به حوزه الکترونیک، چه مربوط به هوانوردی و چه بعداً به کامپیوترها روی آورد.